# ツバメ号とアマゾン号
『ツバメ号とアマゾン号』（ツバメごうとアマゾンごう、Swallows and Amazons）は、イギリスの作家アーサー・ランサムによる子ども向けの冒険小説で、1930年7月21日にジョナサン・ケープから初めて出版された。
1929年の夏、湖水地方を舞台にしたこの本は、主だったキャラクターとしてジョン、スーザン、ティティ、そしてロジャ・ウォーカー（ツバメ号）、並びに彼らの母親メアリと彼らの妹ブリジット（愛称ヴィッキー）を登場させている。
さらにナンシイとペギイ・ブラケット（アマゾン号）、彼らの叔父のジム（ジェームス・ターナー）がいる。ジムは往々フリント船長とも呼ばれている。そして彼らの母親で未亡人のモリス・ブラケットがいる。これは「ツバメ号とアマゾン号」のシリーズの最初の本で、次の巻は、「ツバメの谷」(Swallowdale)になる。
当時、ランサムはマンチェスター・ガーディアンでジャーナリストとして働いていたが、外国特派員として海外に行くのではなく、フルタイムの作家になる決心を固めた。しかし、彼はマスコミのためにパートタイムで執筆活動を続けていた。
この本は、ランサムが友人のアルトゥーニャン家の子どもたちにヨットでの帆走法 (sail)を教えて過ごした夏に着想を得たものである。アルトゥーニャン家の子どもの名前のうち3つは、ウォーカー家の子どもたちの名前として直接採用されている。ランサムとアーネスト・アルトゥーニャンは、「ツバメ号」(Swallow)と「ツグミ号」(Mavis)という2つの小さなディンギーを購入した。ランサムは、数年後「ツバメ号」を売却したが、ツグミ号は、アルトゥーニャン家に残り、現在はラスキン博物館で常設展示されている。

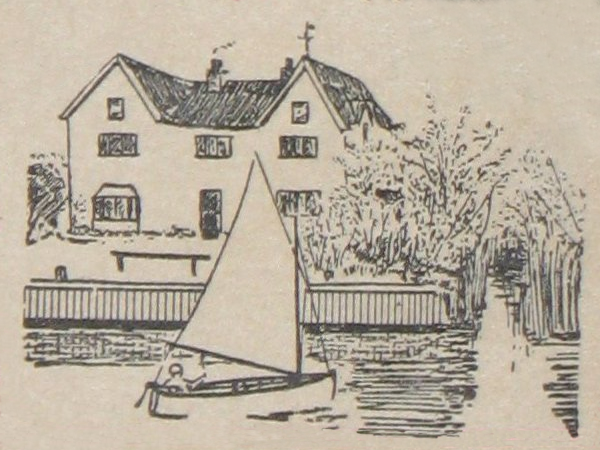
「ツバメ号とアマゾン号」シリーズ第2巻「ツバメの谷」のイラスト

しかし、後年、ランサムはアルトゥーニャン家とのつながりを控えめに扱うようにしようと、「ツバメ号とアマゾン号」の冒頭の献辞を変更し、他の執筆のきっかけがあったかのように思わせる新しいまえがきを執筆している。2003年、この小説は、BBCの調査ザ・ビッグ・リードで57位にランクした。

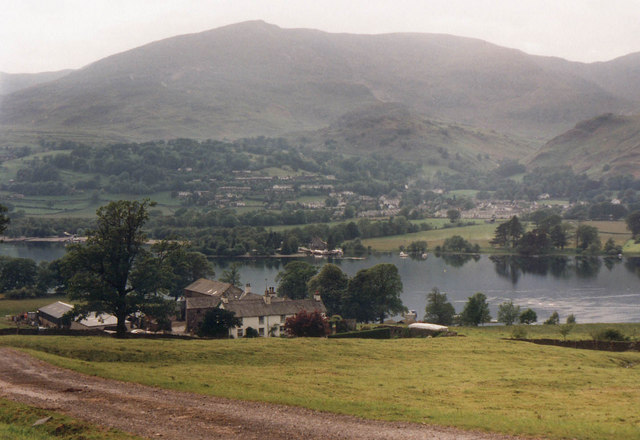
物語の背景の一つになったコニストン湖の風景

## あらすじ
この本は、2つの家族の子どもたちのアウトドアでの冒険と遊びに関連している。これらには、ヨットでの帆走、キャンプ、釣り、探検、海賊ごっこが含まれている。ウォーカー家の子どもたち（ジョン、スーザン、ティティ、ロジャ）は、学校の休暇中、イングランドの湖水地方にある湖の近くの農場に滞在している。彼らは貸してもらった「ツバメ号」という名のディンギーで帆走し、アマゾン号という名前のディンギーで帆走するブラケットの子どもたち（ナンシイとペギイ）に出会う。
ウォーカー一家は湖に浮かぶ島（ブラケット家の姉妹が「ヤマネコ島」と呼んでいる）でキャンプをし、ブラケット一家は近くの本土の家に住んでいる。子どもたちが会うとき、彼らは共通の敵、彼らが（『宝島』のオウムにちなんで）「フリント船長」と呼ぶブラケットの叔父ジム・ターナーに対して力を合わせることに同意する。
普段は姪の味方であるターナーは、回想録を書くために彼らの会社から撤退し、明らかに友好的ではなくなった。さらに、ブラケット家の連中がハウスボートの屋根で花火を打ち上げたとき、非難されるのはウォーカー家の子どもたちである。彼らがその地域の実際の強盗について彼に警告を伝えようとすると、彼は耳を傾けることさえ拒否する。フリント船長に対する統一戦線で誰が全体的なリーダーになるべきかを決定するために、ブラケット家とウォーカー家は、どちらが他のボートを捕まえることができるかを競い合う。彼らの戦略の一環として、ウォーカーは夜間に湖を横断するという危険な企てを行い、ジョンは後に母親からこの無謀な行為について警告される。 それでも、ウォーカーは競争に競り勝つ。ブラケットがツバメ号を捕まえようと、こっそりとヤマネコ島に来たときにアマゾン号を捕まえたティティのおかげである。
同じ夜、ティティは別の島（鵜の島）から不審な声が聞こえるのを聞く。朝、ターナーのハウスボートが強盗に遭い、鍵のかかった船員用の衣装箱が盗まれたことが発覚する。ターナーは再びウォーカー家のせいにするが、最終的には自分が間違っていたと確信し、すべての子供たちと悔い改めて和解し、夏の間ずっと姪たちの冒険から距離を置くのは間違っていたと認める。ツバメ号、アマゾン号、そしてターナーは力を合わせて鵜の島を調査するが、ターナーの行方不明の衣装箱を見つけることができない。
翌日、ターナーと子供たちの間で模擬戦闘が行われ、その後、ターナーは彼の「犯罪」（不機嫌な態度、怠慢な行動など）で裁判にかけられ、自分の屋形船で板を歩くことを余儀なくされた。彼らは戦闘後のごちそうで、休暇の最終日に、他の人が釣りに行く間、ティティとロジャが鵜の島に戻ることに同意する。ティティは、ターナーが取り組んでいた回想録が含まれているトランクを見つけ、大喜びのターナーからお礼代わりに彼の緑のオウムをペットに与えられる。
ジェームズ・ターナーは、ランサム自身をモデルにしているように見える。1929年8月に設定されたこの物語には、農民から森で働く炭焼き職人まで、湖水地方の日常生活がかなり盛り込まれている。子どもたちが空想的にペミカンと呼ぶコンビーフと、彼らがグロッグと呼ぶジンジャービールとレモネードは、キャンピングカーの通常の食料品として登場する。島の生活では、ロビンソン・クルーソーの物語への言及も時折されている。

## 主要な登場人物
アーサー・ランサムの本の登場人物も参照のこと。
- ジョン・ウォーカー – ウォーカー家の長男でツバメ号の船長
- スーザン・ウォーカー – ウォーカー家の第二子、長女でツバメ号の航海士 (mate)
- ティティ・ウォーカー – ツバメ号の熟練船員 (able seaman)。この名前は、ジョセフ・ジェイコブスの童話『Titty Mouse and Tatty Mouse』に登場する実在のメイビス・アルトゥーニャンのニックネームだった[5]。

本のBBCでの最初のドラマ化ではキティに変更され、 2016 年のBBCの映画化ではタティに変更された。
- ロジャ・ウォーカー - ウォーカー家の帆走をしている最年少でツバメ号のボーイ (ship boy)
- ブリジット・ウォーカー – ウォーカー家の一番下の子。三女。老齢のヴィクトリア女王の写真に似ていることから「ヴィッキィ」と呼ばれ、本の中でそのように言及されている。
- ナンシイ・ブラケット（本名、ルース）– アマゾン号の船長兼アマゾン号の共同所有者
- ペギイ・ブラケット（本名、マーガレット）– ナンシーの妹でアマゾン号の航海士兼アマゾン号の共同所有者
- ジェームズ・ターナー – ナンシーとペギーの叔父。ハウスボートに住み、緑のオウムを飼っている。子どもたちには「フリント船長」、ブラケット家には「ジムおじさん」として知られている。

## 設定
ランサムによれば、この本の中のすべての場所は、湖水地方で見つけられるが、彼はいろんな場所を取り上げて、それをいろんなやり方で配置しているので、本の中そのままの場所があるわけではない。湖はウィンダミア湖の架空のバージョンだが、周囲の田園風景は、コニストン湖周辺によく似ている。
島でのキャンプの場所になっているヤマネコ島は、コニストン湖のピール島とウィンダミア湖のブレイク・ホルム島（または、ブレイクホルム島）の要素が共存している。
ツバメ号が滞在するジャクソン家の農場の母屋、ホリー・ハウは、今日もコニストンにゲストハウスとして存在するバンク・グラウンド・ファームがモデルである。この施設は、1974年の映画に登場している。
湖のそばの中心地となる町は、子どもたちはリオと呼んでいるが、もともとの名前は別にある。この町のモデルになったのは、ウィンダミア湖のほとりのボウネス・オン・ウィンダミアと近くのウィンダミアという双子の町である。子どもたちは、湖の近くのひときわ小高い丘または山をカンチェンジュンガと呼んでいる（アマゾン号の両親と叔父はそれをマッターホルンと呼んでいる）。この山は、コニストン湖近くのザ・オールド・マン・オブ・コニストンという名前の丘がモデルになっている。リオへの鉄道の支線は、ケンダル近くのオクセンホルムを拠点とするストリックランド・ジャンクションから10マイル（約16キロ）を繋いでいる。

## イラスト
この本の初版に選ばれたアーティストはスティーブン・スパリアだったが、ランサムは彼のスタイルに反対したため、初版にはイラストが添えられていなかった。本の紙のカバーにはスパリアの絵を使用する必要があった。
第2版にはクリフォード・ウェッブによる絵が含まれていたが、ランサムが「ピーター・ダック」に自身で挿絵を描いて好評を博した後、彼はすでに出版されたものを含むすべての本に自分で挿絵を描くことを決め、ウェッブの絵は後の版で置き換えられた。

## 批評と受容
英国の日刊紙マンチェスター・ガーディアン（ガーディアンの前身） の本をレビューして、マルコム・マゲリッジは次のように書いている。
マゲリッジは続けて、
ワシントン・ポストは、

## ドラマ化

### ラジオ
1936年、BBCは「ツバメ号とアマゾン号」を、BBC全国番組（後にBBCホーム・サービスとして知られる）の子どもの時間に毎週5回のエピソードで「ラジオドラマ」として放送した。バーバラ・スレイが脚本を担当した。
1947年10月9日から1948年1月22日まで、「ツバメ号とアマゾン号」は15回のエピソードにまとめられ、BBCホーム・サービスの子どもの時間でデレク・マカロック（マックおじさん）によって朗読された。

### テレビ
1963年、BBCは、ジョン・ポールを「キャプテン・フリント」、スーザン・ジョージを「キティ」に改名して、脚色版『ツバメ号とアマゾン号』を製作した。このシリーズはピーター・サンダースが監督した。

### 映画
EMIは1974年にクロード・ワッサムが監督し、リチャード・ピルブロウがプロデュースした映画「ツバメ号とアマゾン号」を公開した。この映画では、バージニア・マッケナ（ウォーカー夫人）とロナルド・フレイザー（ジムおじさん）が主演し、ソフィー・ネヴィル（ティティ）、ザンナ・ハミルトン（スーザン）、サイモン・ウェスト（ジョン）、スティーブン・グレンドン（ロジャ）がスワローズ号の仲間として出演した。
2016年の映画は、フィリッパ・ロウソープが監督し、アンドレア・ギブが脚本を担当している。この映画には、アンドリュー・スコット、レイフ・スポール、ケリー・マクドナルド、ジェシカ・ハインズ、ハリー・エンフィールドが出演している。

### その他のバージョン
1999年8月、BBCのラジオ4は、デビッド・ウッドによるラジオ版を放送し、ジーン・アンダーソンが70年後のティティとしてナレーションを担当した。若いティティはフィービー・フィリップスが、ジョンはジョン・ポール・イーキンスが、スーザンはフローラ・ハリスが、ロジャーはジョー・ソワーバッツが、母はペニー・ダウニーが、ナンシーはキャサリン・プールが、ペギーはジャッキー・スウェインソンが、ジムおじさんはニコラス・ル・プレボストが演じた。
ロイヤル・ナショナル・シアターは、2007年に「ツバメ号とアマゾン号」のミュージカル版の製作を開始した。ヘレン・エドマンドソンが脚本と歌詞を書き、ディヴァイン・コメディのリーダーであるニール・ハノンが作曲した。ミュージカルは2010年12月1日にブリストル・オールド・ヴィックで初演され、2011年12月15日からロンドンのウエスト・エンドにあるボードビル・シアターで上演された後、2012年1月から 5月まで英国を巡るツアーが行われた。この作品は大人が子どもたちを演じており、批評家から好評を博している。

## 邦訳
- アーサー・ランサム『ツバメ号とアマゾン号』(岩波世界児童文学集 ; 29) 神宮輝夫, 岩田欣三 訳. 岩波書店, 1993年
- アーサー・ランサム『ツバメ号とアマゾン号』上下(岩波少年文庫 ; 170、171. [ランサム・サーガ] )神宮輝夫 訳. 岩波書店, 2010年